# Sassari-Cagliari 1966
La Sassari-Cagliari 1966, sedicesima edizione della corsa, si svolse il 5 marzo 1966 su un percorso di 235 km. La vittoria fu appannaggio dell'italiano Pasquale Fabbri, che completò il percorso in 5h23'50", precedendo i connazionali Giampiero Macchi e Adriano Durante.
Sul traguardo di Cagliari 57 ciclisti portarono a termine la competizione. 

## Ordine d'arrivo (Top 10)
| Pos. | Corridore           | Squadra                | Tempo    |
| ---- | ------------------- | ---------------------- | -------- |
| 1    | Pasquale Fabbri     | Filotex                | 5h23'50" |
| 2    | Giampiero Macchi    | Legnano-Pirelli        | s.t.     |
| 3    | Adriano Durante     | Salvarani              | s.t.     |
| 4    | Renzo Baldan        | Vittadello             | s.t.     |
| 5    | Bruno Mealli        | Bianchi-Mobylette      | s.t.     |
| 6    | B. Van De Kerckhove | Ford France-Hutchinson | s.t.     |
| 7    | Bruno Valente       | Excelsior Milano       | s.t.     |
| 8    | Rudi Altig          | Molteni                | s.t.     |
| 9    | Willy Spühler       | Tigra-Meltina          | s.t.     |
| 10   | Raffaele Marcoli    | Sanson                 | s.t.     |